# Aplocheilus
Aplocheilus – rodzaj ryb karpieńcokształtnych z rodziny szczupieńczykowatych (Aplocheilidae).

## Klasyfikacja
Gatunki zaliczane do tego rodzaju:
- Aplocheilus blockii – szczupieńczyk zielony[3],[4]
- Aplocheilus dayi – szczupieńczyk Daya[3],[4]
- Aplocheilus kirchmayeri
- Aplocheilus lineatus – szczupieńczyk pręgowany[3][5]
- Aplocheilus panchax – szczupieńczyk niebieski[3],[4], szczupieńczyk indyjski[6]
- Aplocheilus parvus
- Aplocheilus werneri